# Шишківці (Чортківський район)
Ши́шківці — село в Україні, у Борщівській міській громаді Чортківського району Тернопільської області. Розташоване на річці Нічлава, на заході району. Було підпорядковане колишній Сков'ятинській сільській раді.
Населення — 240 осіб (2007).
Поблизу села є Шишковецьке родовище вапняку.

## Географія

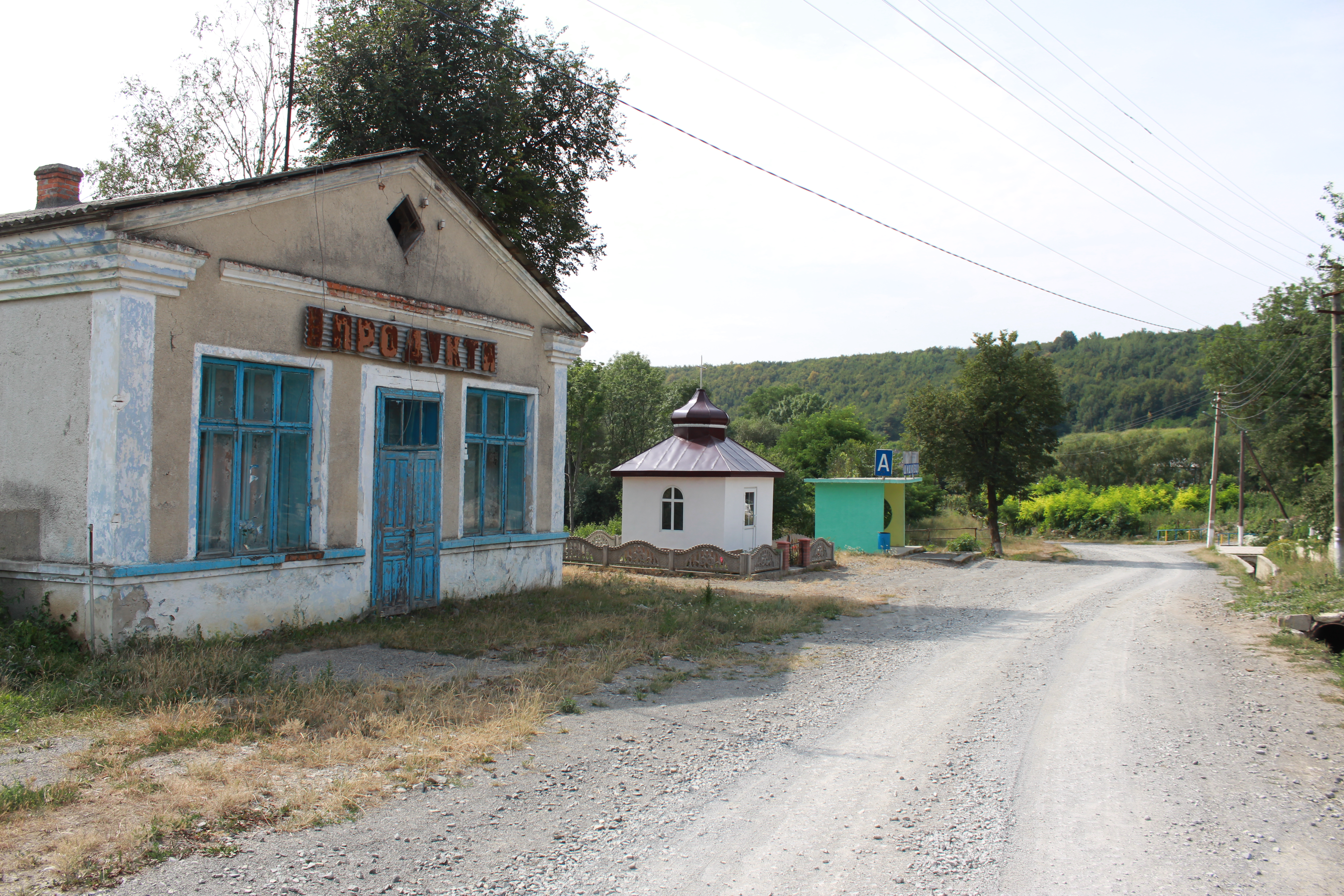
Центр села

Село розташоване на відстані 377 км від Києва, 99 км — від обласного центру міста Тернополя та 10 км від міста Борщів.

## Історія
Відоме від 16 ст. Діяли «Просвіта», «Січ», т-во тверезост і та ін., кооператива.
До 19 липня 2020 р. належало до Борщівського району.
З 20 листопада 2020 р. належить до Борщівської міської громади.

## Населення
За даними перепису населення 2001 року мовний склад населення села був таким:
| Мова       | Число ос. | Відсоток |
| ---------- | --------- | -------- |
| українська |           | 98,86    |
| російська  |           | 1,14     |

## Пам'ятки
Є церква святителя Миколая Чудотворця (1898, кам.), каплиця.
Встановлено пам'ятний хрест полеглим під час 1-ї світ. війни.

## Соціальна сфера
Функціонують клуб, бібліотека, ФАП, торговельний заклад.

## Відомі люди

### Народилися
- Василь Андрійчук — український поет, член ОУН,
- Богдан Гура — український журналіст, поет, публіцист,
- І. Зушман — український доктор фізичних наук,
- Сергій Попик — український дипломат,
- І. Юрчук — український науковець,
- Василь Михайлович Ожоган — український мовознавець, доктор філологічних наук, професор.

### Працювали
- письменник Роман Андріяшик.

## Світлини

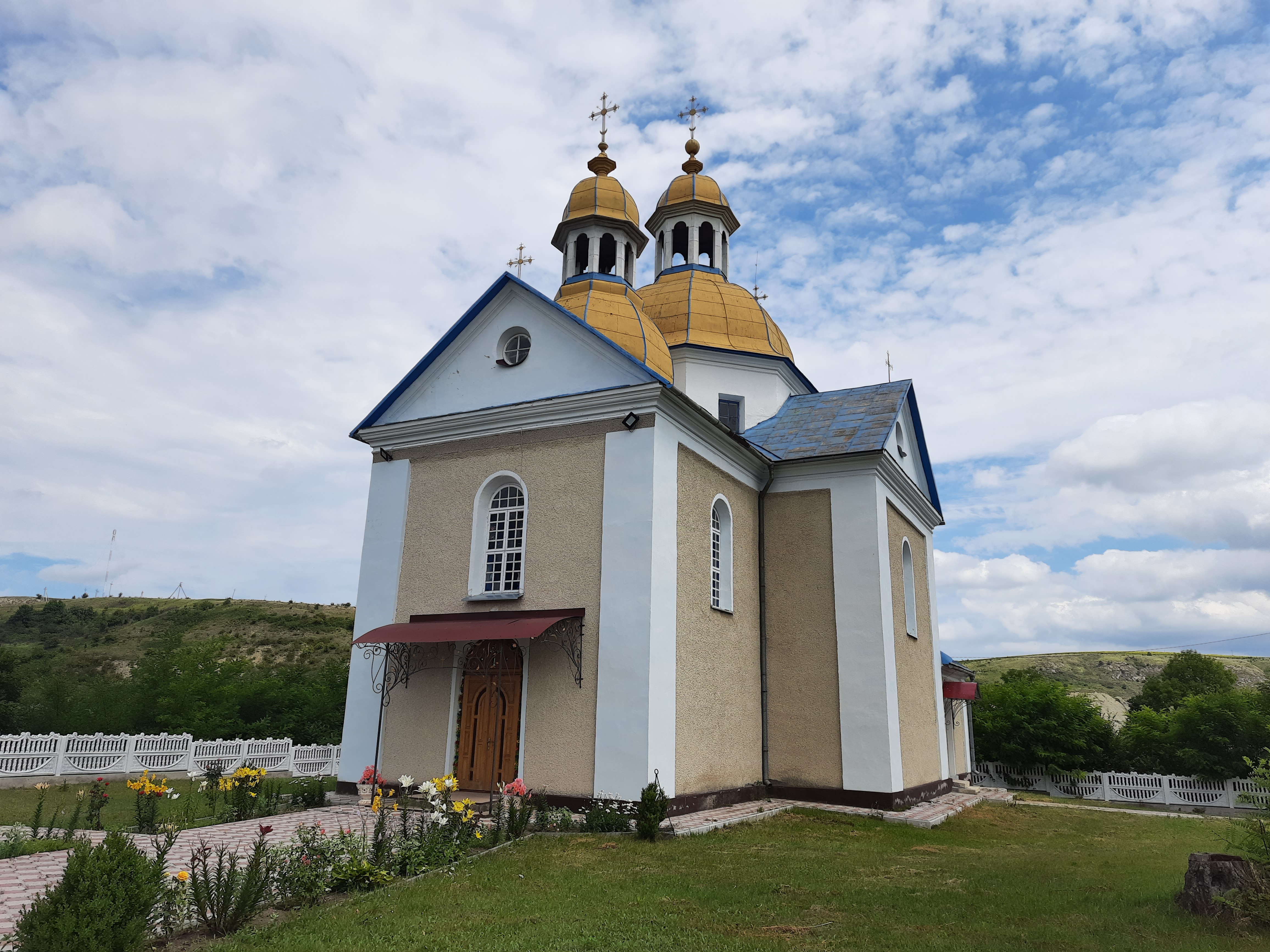
Церква Святого Миколая (1898р.)
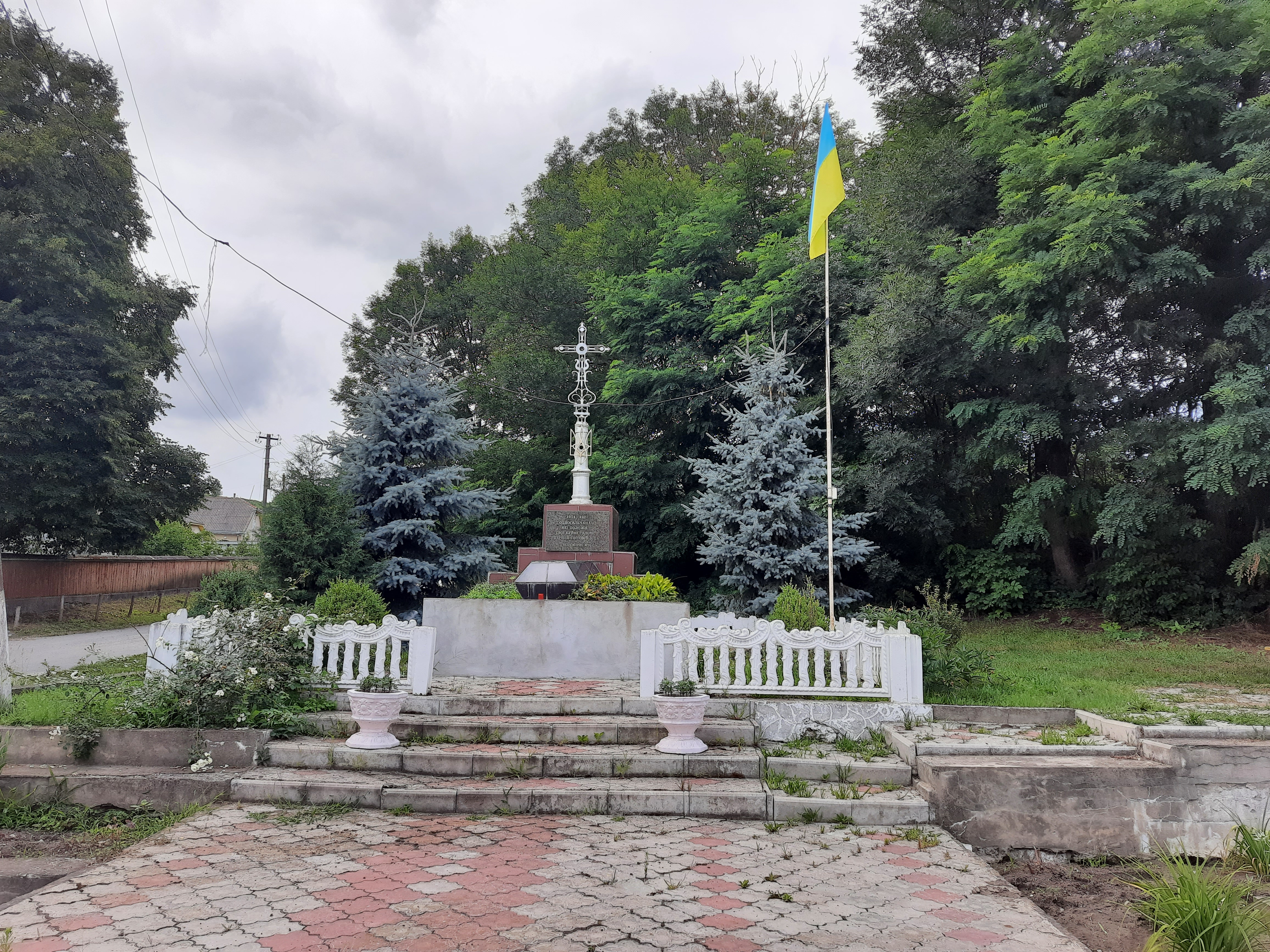
Пам'ятний знак загиблим в Першу світову війну
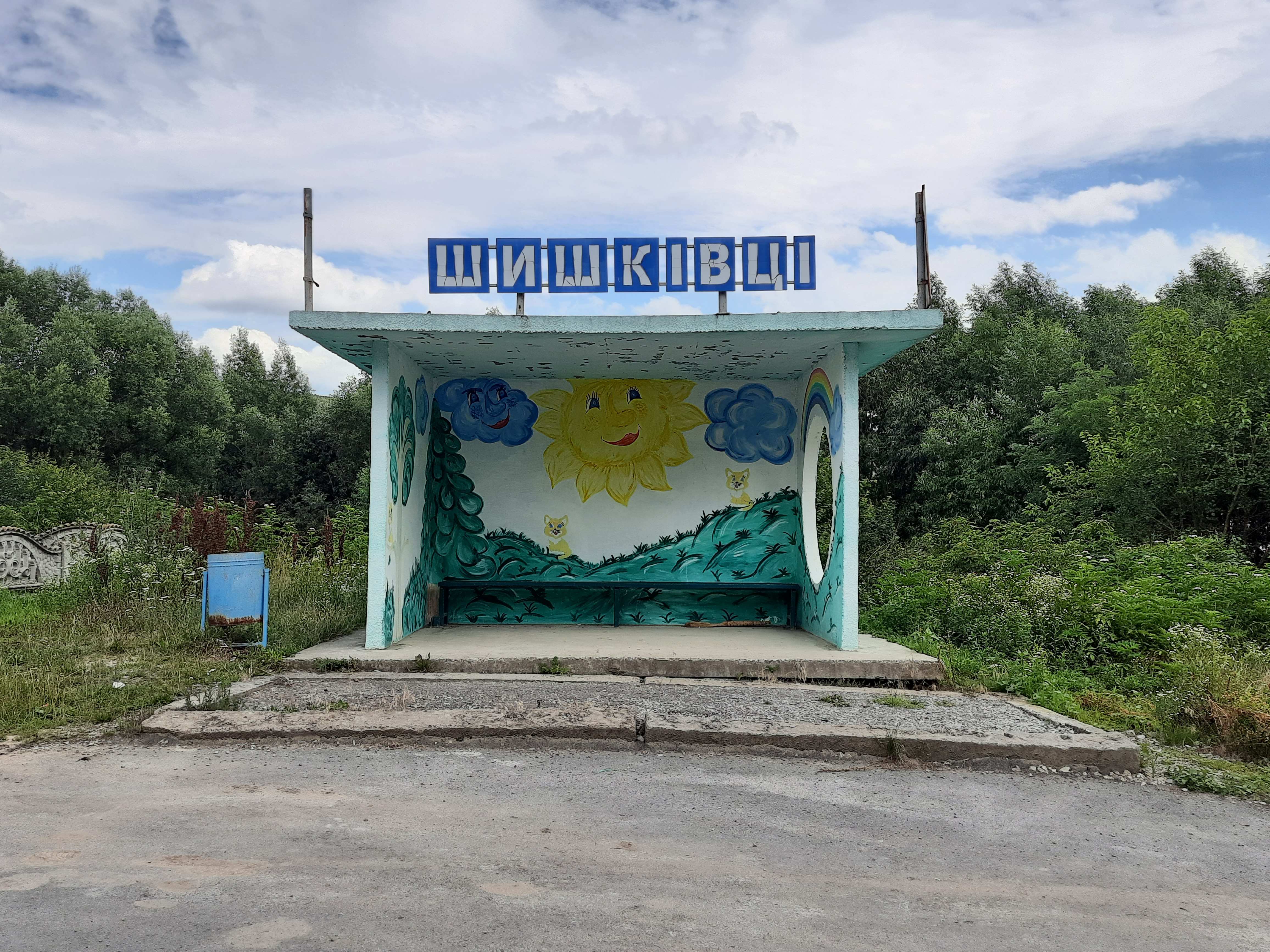
Автобусна зупинка